# Síndrome do choque tóxico
Síndrome do choque tóxico é uma condição causada por toxinas bacterianas. Os sintomas incluem febre, erupções cutâneas, descamação da pele e baixa pressão arterial. Estes sintomas podem ser acompanhados de outros sintomas causados pela infeção subjacente específica, como mastite, osteomielite, fasceíte necrotizante ou pneumonia.
A síndrome do choque tóxico é geralmente causada por bactérias dos géneros Streptococcus pyogenes ou Staphylococcus aureus, embora possa também ser causada por outras. O mecanismo subjacente envolve a produção de superantígenos durante uma infeção por estreptococos invasiva ou uma infeção por estafilococos localizada. Entre os fatores de risco para o tipo estafilocócico estão a utilização de tampões muito absorventes e lesões na pele em crianças mais novas. O diagnóstico geralmente baseia-se nos sintomas.
O tratamento consiste na administração de soro, antibióticos, incisão e drenagem de eventuais abcessos e possivelmente imunoglobulina humana. Embora seja comum ser recomendada, há poucas evidências que apoiem a necessidade de rápida remoção cirúrgica do tecido infetado em casos estreptocócicos. Algumas orientações recomendam atrasar a remoção dos tecidos. Nos casos estreptocócico o risco de morte é de 50%, enquanto nos casos estafilocócicos é de 5%. A morte pode ocorrer no prazo de dois dias.
Nos Estados Unidos, a síndrome do choque tóxico estreptocócica ocorre em cerca de 3 em cada 100 000 pessoas por ano, enquanto a estafilocócica ocorre em cerca de 0,5 em cada 100 000 por ano. A síndrome é mais comum em países desenvolvidos. Foi descrita pela primeira vez em 1927. Devido à associação com os tampões muito absorventes, estes produtos têm sido retirados do mercado.

## Sinais e sintomas
Os sintomas incluem:
- Febre alta (mais de 39°C)
- Pressão sanguínea baixa (sistólica <90 mmHg)
- Vermelhidão, erupção difusa, branqueamento com descamação subsequente, especialmente das palmas e solas dos pés
- Envolvimento de três ou mais sistemas:
  - Envolvimento gastrointestinal (vômito, diarreia)
  - Hiperemia da membrana mucosa (vaginal, oral, conjuntival)
  - Insuficiência renal
  - Inflamação hepática (AST, ALT> 2x normal)
  - Trombocitopenia (conta de plaquetas <100,000 / mm³)
  - Envolvimento cerebral (confusão, dor de cabeça ou convulsão)

## Causas
A síndrome é causada pela resposta dos linfócitos T às toxinas produzidas pelas bactérias Gram-positivas Staphylococcus aureus ou Streptococcus de grupo A.
Nos primeiros casos identificados, a causa foi o acúmulo de sangue menstrual em absorventes internos por mais de um dia que utilizavam fibras sintéticas e produtos químicos que ampliavam sua absorção, facilitando a replicação do S. aureus. Atualmente os fabricantes voltaram a utilizar fibras de algodão e cessaram com o acréscimo desses produtos químicos. Atualmente o maior risco está em feridas de pele não esterilizadas adequadamente ou após cirurgia geral.

## Tratamento
Após imediata hospitalização deve ser feita:
- Regulação da pressão arterial com soro fisiológico e corticosteroides
- Debridamento de necroses
- Terapia antibiótica de acordo com as vulnerabilidades dos cocos gram-positivos locais (as bactérias causadoras possuem diferentes resistências a antibióticos em cada região)
- Controle glicêmico
- Ventilação mecânica em caso de dificuldade para respirar
- Diálise em caso de insuficiência renal

O CDC americano aprova o uso de oritavancina, dalbavancina e tedizolid nesses casos.

## Epidemiologia
A incidência é de 15 a 52 casos em cada milhão de habitantes, na maior parte das vezes associado ao pós-cirúrgico. A mortalidade varia entre 30 e 70% dos casos. Desde de 1996 são raros os casos associados ao uso de tampões.